# Ottilia Adelborg

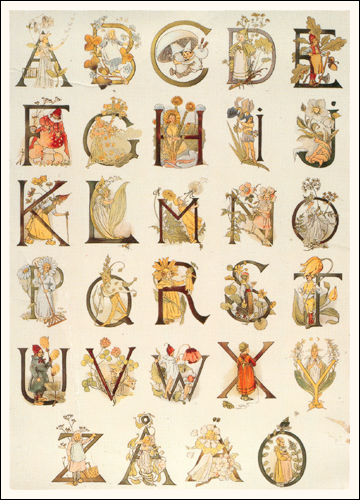
Prinsarnes blomsteralfabet av Ottilia Adelborg

Eva Ottilia Adelborg, född 6 december 1855 i Karlskrona, död 19 mars 1936 i Gagnef, var en svensk akvarellkonstnär, författare, pionjär inom tecknade serier och hembygdsvårdare. 
Ottilia Adelborg har kallats den svenska barnbokens upphovskvinna.

## Biografi
Föräldrar var kommendörkapten Bror Jacob Adelborg och Hedvig Catharina af Uhr dotter till Gustaf af Uhr av adselsätten af Uhr och hennes syskon Gertrud Adelborg och Maria Adelborg. Hon föddes i Karlskrona där familjen bodde fram till att pappan dog när hon var 9 år. Från och med det, blev familjens situation komplicerad, inte minst ekonomiskt. Mamma och barn flyttade till Uppsala, där moderns syster var gift Hammarskjöld. Den unga flickan sörjde det fria, idylliska livet i Karlskrona. Skolgången blev något bristfällig. Ottilia Adelborg hade ärvt pappans och farfaderns konstnärliga begåvning, men det var långt ifrån självklart att hon skulle få utbildning. Som yngst i syskonskaran skulle hon enligt tidens seder vara hemma och passa sin mor. Trots detta, fick hon chans att få privatundervisnings för professor Mårten Eskil Winge, och sedan komma in på Tekniska skolan (nuvarande Konstfack), vilket medförde att familjen flyttade till Stockholm. Efter Tekniska Skolan 1875–1877 fortsatte hon studierna vid Konstakademien 1878–1882, och genomförde studieresor i Nederländerna 1898, Italien 1901, samt åter till Nederländerna och till Belgien 1905. 1888 blev hon invald i Sällskapet Nya Idun. Hon var ogift.
Ottilia Adelborg tvingades kombinera sitt yrkesarbete med att som hemmadotter ta hand om sin mor. Inte ens sedan hon fått den bästa konstutbildningen som gick att få i landet, tycktes hon ha betraktats som yrkeskvinna av familjen, till skillnad från systrarna. Gertrud var starkt engagerad i kvinnorörelsen och arbetade som byråsekreterare på Fredrika Bremerförbundet. Maria var textilkonstnär och arbetade som mönsterriterska bl.a. hos Handarbetets vänner. Ottilia däremot fick arbeta hemifrån. Hon ägnade sig åt mindre "statusfyllt" konstutövande i dåtidens ögon – att skriva och rita för barn. Ottilia Adelborg benämndes av samtiden bilderbokskonstnärinna, idag barnboksillustratör, men hon illustrerade även böcker för vuxna, komponerade tapetmönster och skrev böcker.
Ottilia Adelborg blev den som skapade den första alltigenom svenska barnboken, Barnens julbok (1885). Tidigare hade barnböcker skapats efter utländska förlagor. Klassiker som ”Vart skall du gå min lilla flicka” och ”Borgmästar Munthe” publicerades först i hennes böcker. Hon använde sig ofta av rim och ramsor som vandrat från land till land. Den engelska barnvisan ”Ba, ba, black sheep” blev i hennes version ”Bä, bä, vita lamm”. Ottilia Adelborg ville inte veta av några svarta lamm!
Adelborg är känd bland annat för affischen Prinsarnes blomsteralfabet (1892), vilken också blev julkalender och ABC-bok med en rimmad strof till varje bokstav. Den var helt och hållet Ottilias eget verk och har utkommit i många upplagor. Prinsarna var Gustaf Adolf, Wilhelm och Erik, varav den förste blev kung 1950. Vid P. H. Lundgrens Kakelfabrik i Stockholm tillverkades bland annat lergodsserviser med dekor av Adelborg och hon var verksam där 1896–1897. Enligt minnesanteckningar av verkmästaren i kärlfabriken inom Höganäsbolaget ska hon under samma tid också ha gjort vaser, ljusstakar, med mera. hos dem.
Boken Pelle Snygg och barnen i Snaskeby (1896) blev omåttligt populär. Den kom ut i sju upplagor och översattes till engelska, holländska och tyska. I Holland skapades 1903 en scenversion och en barnopera som påföljande år även uppfördes på Stockholmsoperan. Ottilia Adelborg illustrerade även andras böcker, bl.a. Gustaf af Geijerstams Mina pojkar och Zacharias Topelius Walters äfventyr.
Ottilia Adelborg hade också ett stort intresse för hemslöjd. Då Föreningen för Svensk Hemslöjd bildades 1899 med prins Eugen som ordförande satt bland andra Adelborg och Lilli Zickerman i styrelsen. 
1902 reste Ottilia Adelborg till Dalarna tillsammans med akademikamraten Hildegard Thorell för att måla. De besökte då Gagnef, där de stannade i två veckor för att måla olika modeller. Besöket hade stor inverkan på Ottilia Adelborg. Hon återkom till Gagnef året därpå, och stannade i bygden resten av livet.
Efter moderns död flyttade hon från Stockholm till Gagnef i juli 1903, tillsammans med sina två äldre systrar Maria och Gertrud. Ottilia var starkt engagerad av socknens kultur och människor som hon kom inpå livet och beskrev konstnärligt. I Gagnef grundade hon 1903 en skola för knyppling och en hembygdsgård. Som hembygdsvårdare gjorde hon stora insatser för att rädda folklig konst från förstörelse. Hon komponerade nya knypplingsmönster både efter fria fantasier och verkliga förebilder, kallat att dikta en spets. Sitt hembygdsintresse visade hon också i allmogeskildringar som Gråns, en by som varit (1908), Från Gagnämäns näs (1909) och Dalritningar (1920). Intresset för hembygden återkom även i hennes måleri som mest omfattar akvareller med allmogemotiv från Dalarna.
Ottilia Adelborg var del av dåtidens kulturliv i Dalarna. Hon umgicks bl.a. med Anders och Emma Zorn, samt med Carl och Karin Larsson. Hon var även vän med Selma Lagerlöf, med Elsa Beskow och Hilma af Klint.
Gagnefs minnesstuga finns fortfarande kvar, och är idag Dalarnas äldsta hembygdsgård. Den 19 september 1909 skänkte Ottilia Adelborg, Clara Wahlström och systrarna Anna och Lotten Falk ihopsamlade och inköpta kulturföremål, byggnader och kläder till Gagnefs församling. Denna samling utökades vid gåvodagar, då sockenbor och utflyttade skänkte föremål, fornfynd och gagnsklä'r för bevarande. Genom knyppelskolan kompletterades Adelborgs egen spetssamling med flera andra. Samlingarna har växt stadigt under åren och förvaltas av en senare inrättad stiftelse. I gåvobrevet gavs följande förbehåll:
... att förberörda byggnader ej må upplåtas för

några som helst nöjestillställningar eller samman-

komster samt att förberörda egendom skall förvaltas

av en Styrelse, hvari minst 2 kvinliga medlemmar

inväljas. Vi vilja härmed äfven uttala vår önskan och för-

hoppning, att församlingens medlemmar med var-

mt intresse vårda dessa minnen, som erinra om fädernas

enkla seder och ringa behof för sin tillvaro samt att

hvar och en bidrager till samlingens ökande.
1919 roddes Gagnef sockens sista kyrkbåt från Bäsna till kyrkbyn, drogs upp på land och över flottbron till sin sista vila inom Minnesstugans gärdesgård. Två år senare byggde man ett båthus runt farkosten.

## Död
I sin dagbok (1899–1936) kommenterade Adelborg kortfattat samtida händelser. I inledningen av 1936 kunde hon både glädja sig åt att den då 40-åriga Pelle Snygg framförts med holländsk musik från 1903 i svensk radio och sorgset konstatera att Svenska Röda Korsets ambulans i Haile Selassies Abessinien på nyårsaftonen bombarderats av italienarna.
Hennes handstil kan läsas i Minnesstugans inventariebok från 22 augusti 1904 fram till 12 februari 1936. Fem veckor senare gick hon bort. Boken innehöll då 1 273 ihopsamlade, skänkta och inköpta föremål och byggnader.
Ottilia är begravd i Gagnef tillsammans med systrarna. Hennes tavla Sankt Göran och Draken pryder väggen ovan dörren till sakristian i kyrkan. Verket kom till på initiativ av Emma Zorn och signerades 1929.

## Samlingar
- Gagnefs kommun förvarar arbeten av Adelborg i blyerts, akvarell, kol, lavering, olja och tusch. Därutöver har Zornmuseet en samling verk och skisser.
- En exposé över hennes liv, verksamhet och efterlämnade kulturskatter finns i Ottilia Adelborgmuseet i Gagnefs gamla prostgård.
- Minnesstugans tre byggnader som Adelborg och hennes väninnor 1909 skänkte till Gagnefs församling, har utökats till 22 och samlingarna omfattar över 9.000 föremål, fotografier och arkivhandlingar.
- Ett separat skolmuseum har dessutom inrättats i en före detta småskola flyttad till centrala Djurmo. De skolföremål som Minnesstugan förvaltat, har där ställts ut i skolsalen med tillhörande lärarbostad.[11]
- Nationalmuseum[12] i Stockholm har en samling teckningar.

## Ottilia Adelborg-priset
Det litterära Ottilia Adelborg-priset instiftades år 2000 av Gagnefs kommun.

## Bibliografi

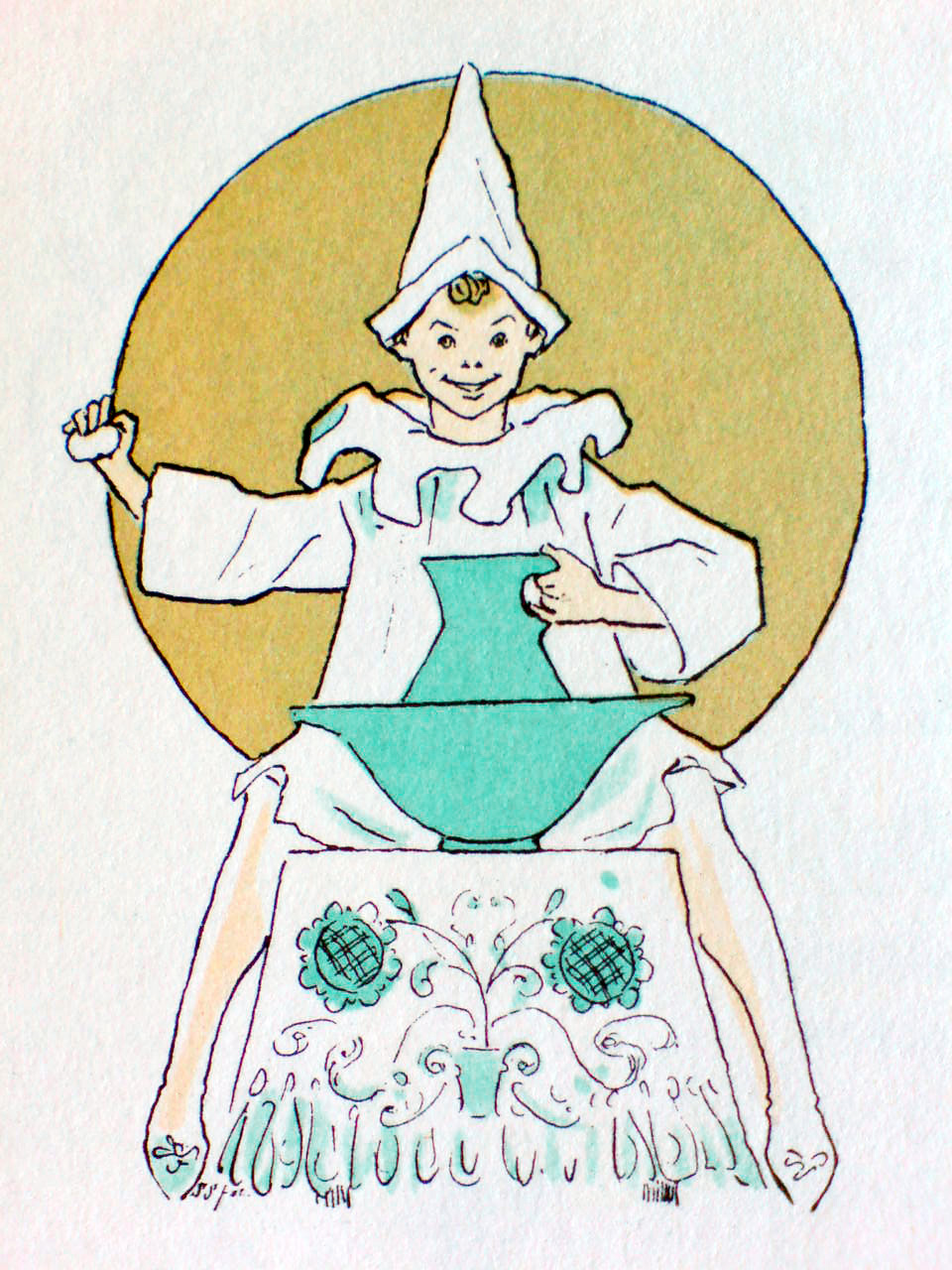
Ur Pelle Snygg och barnen i Snaskeby, 1896.

### Bokillustrationer i andras verk
- Hagerberg, A. V. (1889?). Stora barn och små [Musiktryck] : (julklapp). Stockholm: Abr. Lundquist. Libris 2634000
- Romdahl, Clara (1891). Barnamat : lite roligt åt de små på vers och prosa. 6. portionen / af En barnavän. Stockholm: Lars Hökerberg. Libris 10535711
- Romdahl, Clara (1891). Barnamat : lite roligt åt de små på vers och prosa. 7. portionen / af En barnavän. Stockholm: Lars Hökerberg. Libris 10535718
- Palm, Amy; Adelborg Ottilia (1893). Barnen på Broby: berättelse för barn. Stockholm: Hökerberg. Libris 1205231
- Rydberg, Viktor (1895). Lille Viggs äfventyr på julafton [Ingår i Skrifter, vol. VIII] (3, 46 sidor)
- af Geijerstam, Gustaf (1896). Mina pojkar. En sommarbok för stora och små. 2. uppl. / ill. af Ottilia Adelborg. Stockholm: Fahlcrantz. Libris 1644395
- Topelius, Zacharias (1898). Walters äfventyr. Åtta äventyrssagor med Walter. Illustrerad av Ottilia Adelborg. Stockholm: Bonniers. Libris 1246881
- Roos, Anna Maria (1901). Mariæ nyckelpigas visbok. Stockholm: Abr. Lundquist. Libris 1728189
- Oterdahl, Jeanna (1901). Solhult. Stockholm: Wilhelm Bille. Libris 1392044
- Hammarsköld, Carin (1924). Sagan om sanningens källa och tre andra sagor. Stockholm: Hökerberg. Libris 1474507
- Bergquist von Mirbach, Magda (1925). Sagokungar och bergatroll. Stockholm: Diakonistyr. Libris 1470088
- Bergquist von Mirbach, Magda (1926). Det var en gång en konung, jämte andra sagor för stora och små. Stockholm: Diakonistyr. Libris 1317457

#### Bokillustrationer iBarnbiblioteket Saga
Adelborg illustrerade följande delar i serien:
- 22 - Tomtesagor, 1926 (Strax! Strax!)
- 26 - Ja och Nej, 1931 (Pelle Skrävlare)
- 35 - Titteli Ture eller Barndomslandet
- 66 - Tripp Trapp Trull
- 115 - Grin-Olle och Inga-Lisa
- 126 - Puttefnask och Storebrask
- 132 - Trollsländan
- 155 - Ärpa Snärpa Gullvärpa, 1952 (Resan till Amerika) Libris 1434319
- 162 - Trippalätt och Klumpapå
- 170 - Tummeliten, 1936 (Dukaten)
- 182 - Lyckogrisen
- 205 - Jultomten

Utöver de publicerade verken, illustrerade Adelborg även Selma Lagerlöfs Nils Holgersson, men de bilderna kom på grund av försening inte med i någon upplaga av boken, utan de gavs istället ut i en vykortsserie.